# Amado Guevara
Amado Guevara, född 2 maj 1976 i Tegucigalpa, är en före detta fotbollsspelare från Honduras som senast spelade i CD Marathón. Guevara är den spelare som har spelat flest landskamper för Honduras landslag.

## Karriär

### Klubblag
Amado Guevara startade sin karriär i CD Motagua. Han blev utlånad till Real Valladolid, innan han 2000 lämnade för att spela i Toros Neza, Zacatepec och Deportivo Saprissa innan Guevara skrev på för New York MetroStars 2003, där han under sin första säsong gjorde tre mål och 10 assister. Under sin andra säsong var han ännu bättre, med tio mål och lika många assister, vilket gjorde att han blev utsedd till MLS mest värdefulla spelare.
Efter säsongen 2006 lämnade Guevara för Chivas USA. I sin fjärde och sista match för Chivas blev Guevara utvisad för att ha puttat en assisterande domare, vilket ledde till att han blev utlånad till moderklubben Motagua. Han hittade tillbaka till sin fina form han hade i New York och ledde Motagua till final i Copa Interclubes UNCAF där man även vann mot Deportivo Saprissa med 2-1 totalt.
9 april 2008 blev Guevara tradad till Toronto FC i utbyte mot Paulo Nagamura och ett draftval, och sin debut gjorde han när Toronto besegrade Los Angeles Galaxy. 3 augusti 2008 blev Guevara utvisad efter att ha armbågat Pablo Ricchetti i en match mot FC Dallas. Påföljden blev två matchers avstängning. I december 2009 lämnade Guevara Toronto och återvände ännu en gång till Motagua.
I kvalet till Concacaf Champions League säsongen 2010/11 blev Motagua lottade mot Guevaras gamla klubb Toronto och trots att han gjorde två mål i hemmamötet blev Motagua utslagna med totalt 3-2.

### Landslag
Amado Guevara gjorde sin landslagsdebut för Honduras i maj 1994 i en match mot Peru, och kom att göra 137 landskamper och 27 mål för sitt hemland. Han var med och vann brons i Copa América 2001 och fick även spela två matcher i VM 2010.
I Copa América 2001 blev han utsedd till den mest värdefulla spelaren, när Honduras sensationellt vann brons. Honduras var först inte kvalificerade för turneringen men då Argentina drog sig ur dagen innan turneringen skulle starta gick platsen till Honduras.

## Meriter
CD Motagua
- Liga Nacional: 1997/98 (Apertura), 1997/98 (Clausura), 1999/00 (Apertura), 1999/00 (Clausura), 2010/11 (Clausura)
- Honduriska Supercupen: 1998
- Copa Interclubes UNCAF: 2007

Toronto FC
- Kanadensiska Mästerskapet: 2009